# 돈키호테 (1972년 영화)
돈키호테(Man Of La Mancha)는 미국에서 제작된 아더 힐러 감독의 1972년 드라마 영화이다. 미겔 데 세르반테스의 동명의 소설을 바탕으로 제작되었다. 피터 오툴 등이 주연으로 출연하였고 아더 힐러 등이 제작에 참여하였다.

## 출연

### 주연
- 피터 오툴
- 소피아 로렌

### 조연
- 제임스 코코
- 해리 앤드류즈
- 존 캐슬
- 브라이언 블레시드
- 이안 리처드슨

## 제작진
- 협력프로듀서: 사울 채플린